# Wielersport op de Olympische Zomerspelen 2016 – sprint vrouwen
De sprint voor de vrouwen op de Olympische Zomerspelen 2016 vond plaats van zondag 14 tot en met dinsdag 16 augustus 2016. De Australische Anna Meares won de gouden medaille in 2012 en verdedigde de olympische titel in Rio. Alle renners zetten in de kwalificatieronde een eerste tijd neer; de uitslag bepaalde de samenstellingen van de wedstrijden in de eerste ronde, die een directe confrontatie waren tussen twee wielrenners. Eenzelfde opzet was er in de volgende ronden, tot in de finales, waarin een renner twee ritten winnend moest afsluiten. Bij een gelijke stand na twee races werd een beslissende rit gereden.

## Resultaten

### Kwalificatieronde
| rang | naam                | land             | tijd   |      |
| ---- | ------------------- | ---------------- | ------ | ---- |
| 1    | Rebecca James       | Groot-Brittannië | 10.721 | Q OR |
| 2    | Katy Marchant       | Groot-Brittannië | 10.787 | Q    |
| 3    | Wai Sze Lee         | Hongkong         | 10.800 | Q    |
| 4    | Elis Ligtlee        | Nederland        | 10.803 | Q    |
| 5    | Tianshi Zhong       | China            | 10.820 | Q    |
| 6    | Kristina Vogel      | Duitsland        | 10.865 | Q    |
| 7    | Natasha Hansen      | Nieuw-Zeeland    | 10.871 | Q    |
| 8    | Stephanie Morton    | Australië        | 10.875 | Q    |
| 9    | Anna Meares         | Australië        | 10.947 | Q    |
| 10   | Simona Krupeckaitė  | Litouwen         | 10.978 | Q    |
| 11   | Anastasia Vojnova   | Rusland          | 10.985 | Q    |
| 12   | Kate O'Brien        | Canada           | 11.020 | Q    |
| 13   | Laurine van Riessen | Nederland        | 11.023 | Q    |
| 14   | Miriam Welte        | Duitsland        | 11.038 | Q    |
| 15   | Jinjie Gong         | China            | 11.068 | Q    |
| 16   | Virginie Cueff      | Frankrijk        | 11.099 | Q    |
| 17   | Monique Sullivan    | Canada           | 11.143 | Q    |
| 18   | Olga Ismayilova     | Azerbeidzjan     | 11.152 | Q    |
| 19   | Tania Calvo         | Spanje           | 11.162 |      |
| 20   | Lisandra Guerra     | Cuba             | 11.171 |      |
| 21   | Fatehah Mustapa     | Maleisië         | 11.207 |      |
| 22   | Darja Sjmeleva      | Rusland          | 11.230 |      |
| 23   | Olivia Podmore      | Nieuw-Zeeland    | 11.315 |      |
| 24   | Juliana Gaviria     | Colombia         | 11.505 |      |
| 25   | Sandie Clair        | Japan            | 11.517 |      |
| 26   | Helena Casas Roige  | Spanje           | 11.707 |      |
| 27   | Ebtissam Mohamed    | Egypte           | 12.920 |      |

### Eerste ronde
| rang | naam            | land             | tijd   |   |
| ---- | --------------- | ---------------- | ------ | - |
| 1    | Rebecca James   | Groot-Brittannië | 11.377 | Q |
| 2    | Olga Ismayilova | Azerbeidzjan     | +0.165 | H |

| rang | naam             | land             | tijd   |   |
| ---- | ---------------- | ---------------- | ------ | - |
| 1    | Katy Marchant    | Groot-Brittannië | 11.499 | Q |
| 2    | Monique Sullivan | Canada           | +0.150 | H |

| rang | naam           | land      | tijd   |   |
| ---- | -------------- | --------- | ------ | - |
| 1    | Wai Sze Lee    | Hongkong  | 11.355 | Q |
| 2    | Virginie Cueff | Frankrijk | +0.089 | H |

| rang | naam         | land      | tijd   |   |
| ---- | ------------ | --------- | ------ | - |
| 1    | Elis Ligtlee | Nederland | 11.425 | Q |
| 2    | Jinjie Gong  | China     | +0.104 | H |

| rang | naam          | land      | tijd   |   |
| ---- | ------------- | --------- | ------ | - |
| 1    | Tianshi Zhong | China     | 11.310 | Q |
| 2    | Miriam Welte  | Duitsland | +0.499 | H |

| rang | naam                | land      | tijd   |   |
| ---- | ------------------- | --------- | ------ | - |
| 1    | Kristina Vogel      | Duitsland | 11.279 | Q |
| 2    | Laurine van Riessen | Nederland | +0.179 | H |

| rang | naam           | land          | tijd   |   |
| ---- | -------------- | ------------- | ------ | - |
| 1    | Natasha Hansen | Nieuw-Zeeland | 11.400 | Q |
| 2    | Kate O'Brien   | Canada        | +0.183 | H |

| rang | naam              | land      | tijd   |   |
| ---- | ----------------- | --------- | ------ | - |
| 1    | Anastasia Vojnova | Rusland   | 11.503 | Q |
| 2    | Stephanie Morton  | Australië | +0.097 | H |

| rang | naam               | land      | tijd   |   |
| ---- | ------------------ | --------- | ------ | - |
| 1    | Simona Krupeckaitė | Litouwen  | 11.308 | Q |
| 2    | Anna Meares        | Australië | +0.408 | H |

#### Herkansingen
| rang | naam                | land         | tijd   |   |
| ---- | ------------------- | ------------ | ------ | - |
| 1    | Anna Meares         | Australië    | 11.716 | Q |
| 2    | Olga Ismayilova     | Azerbeidzjan | +0.065 |   |
| 3    | Laurine van Riessen | Nederland    | +0.072 |   |

| rang | naam             | land      | tijd   |   |
| ---- | ---------------- | --------- | ------ | - |
| 1    | Miriam Welte     | Duitsland | 11.466 | Q |
| 2    | Kate O'Brien     | Canada    | +0.061 |   |
| 3    | Monique Sullivan | Canada    | +0.154 |   |

| rang | naam             | land      | tijd   |   |
| ---- | ---------------- | --------- | ------ | - |
| 1    | Virginie Cueff   | Frankrijk | 11.496 | Q |
| 2    | Stephanie Morton | Australië | +0.012 |   |
| 3    | Jinjie Gong      | China     | +0.188 |   |

### Tweede ronde
| rang | naam           | land             | tijd   |   |
| ---- | -------------- | ---------------- | ------ | - |
| 1    | Rebecca James  | Groot-Brittannië | 11.375 | Q |
| 2    | Virginie Cueff | Frankrijk        | +0.037 | H |

| rang | naam          | land             | tijd   |   |
| ---- | ------------- | ---------------- | ------ | - |
| 1    | Katy Marchant | Groot-Brittannië | 12.247 | Q |
| 2    | Miriam Welte  | Duitsland        | +0.343 | H |

| rang | naam        | land      | tijd   |   |
| ---- | ----------- | --------- | ------ | - |
| 1    | Wai Sze Lee | Hongkong  | 11.551 | Q |
| 2    | Anna Meares | Australië | +0.081 | H |

| rang | naam               | land      | tijd   |   |
| ---- | ------------------ | --------- | ------ | - |
| 1    | Elis Ligtlee       | Nederland | 11.360 | Q |
| 2    | Simona Krupeckaitė | Litouwen  | +0.033 | H |

| rang | naam              | land    | tijd   |   |
| ---- | ----------------- | ------- | ------ | - |
| 1    | Anastasia Vojnova | Rusland | 11.271 | Q |
| 2    | Zhong Tianshi     | China   | +0.001 | H |

| rang | naam           | land          | tijd   |   |
| ---- | -------------- | ------------- | ------ | - |
| 1    | Kristina Vogel | Duitsland     | 11.197 | Q |
| 2    | Natasha Hansen | Nieuw-Zeeland | +0.092 | H |

#### Herkansingen
| rang | naam               | land          | tijd   |   |
| ---- | ------------------ | ------------- | ------ | - |
| 1    | Simona Krupeckaitė | Litouwen      | 11.614 | Q |
| 2    | Virginie Cueff     | Frankrijk     | +0.001 |   |
| 3    | Natasha Hansen     | Nieuw-Zeeland | +0.150 |   |

| rang | naam          | land      | tijd   |   |
| ---- | ------------- | --------- | ------ | - |
| 1    | Zhong Tianshi | China     | 11.557 | Q |
| 2    | Anna Meares   | Australië | +0.082 |   |
| 3    | Miriam Welte  | Duitsland | +1.766 |   |

#### Wedstrijd om plaatsen 9–12
| rang | naam           | land          | tijd   | plaats |
| ---- | -------------- | ------------- | ------ | ------ |
| 1    | Natasha Hansen | Nieuw-Zeeland | 11.852 | 9      |
| 2    | Anna Meares    | Australië     | +0.068 | 10     |
| 3    | Miriam Welte   | Duitsland     | +0.174 | 11     |
| 4    | Virginie Cueff | Frankrijk     | +0.181 | 12     |

### Kwartfinales
| rang | naam          | land             | tijd 1 | tijd 2 |   |
| ---- | ------------- | ---------------- | ------ | ------ | - |
| 1    | Rebecca James | Groot-Brittannië | 11.289 | 11.243 | Q |
| 2    | Zhong Tianshi | China            | +0.025 | +0.016 |   |

| rang | naam           | land      | tijd 1 | tijd 2 |   |
| ---- | -------------- | --------- | ------ | ------ | - |
| 1    | Kristina Vogel | Duitsland | 11.230 | 11.373 | Q |
| 2    | Wai Sze Lee    | Hongkong  | +0.044 | +0.189 |   |

| rang | naam               | land             | tijd 1 | tijd 2 |   |
| ---- | ------------------ | ---------------- | ------ | ------ | - |
| 1    | Katy Marchant      | Groot-Brittannië | 11.225 | 11.342 | Q |
| 2    | Simona Krupeckaitė | Litouwen         | +1.139 | +0.232 |   |

| rang | naam              | land      | tijd 1 | tijd 2 |   |
| ---- | ----------------- | --------- | ------ | ------ | - |
| 1    | Elis Ligtlee      | Nederland | 11.405 | 11.391 | Q |
| 2    | Anastasia Vojnova | Rusland   | +0.033 | +0.007 |   |

#### Wedstrijd om plaatsen 5–8
| rang | naam               | land     | tijd   | plaats |
| ---- | ------------------ | -------- | ------ | ------ |
| 1    | Zhong Tianshi      | China    | 11.197 | 5      |
| 2    | Wai Sze Lee        | Hongkong | +0.005 | 6      |
| 3    | Simona Krupeckaitė | Litouwen | +0.203 | 7      |
| 4    | Anastasia Vojnova  | Rusland  | +0.353 | 8      |

### Halve finales
| rang | naam          | land             | tijd 1 | tijd 2 |   |
| ---- | ------------- | ---------------- | ------ | ------ | - |
| 1    | Rebecca James | Groot-Brittannië | 11.246 | 10.970 | Q |
| 2    | Elis Ligtlee  | Nederland        | +0.038 | +0.400 |   |

| rang | naam           | land             | tijd 1 | tijd 2 |   |
| ---- | -------------- | ---------------- | ------ | ------ | - |
| 1    | Kristina Vogel | Duitsland        | 11.302 | 11.153 | Q |
| 2    | Katy Marchant  | Groot-Brittannië | +0.065 | +0.089 |   |

### Finales
| rang   | naam           | land             | tijd 1 | tijd 2 |  |
| ------ | -------------- | ---------------- | ------ | ------ |  |
| Goud   | Kristina Vogel | Duitsland        | 11.237 | 11.312 |  |
| Zilver | Rebecca James  | Groot-Brittannië | +0.016 | +0.004 |  |

| rang  | naam          | land             | tijd 1 | tijd 2 |  |
| ----- | ------------- | ---------------- | ------ | ------ |  |
| Brons | Katy Marchant | Groot-Brittannië | 11.237 | 11.424 |  |
| 4     | Elis Ligtlee  | Nederland        | +0.087 | +0.007 |  |

1988: Erika Salumäe ·
1992: Erika Salumäe ·
1996: Félicia Ballanger ·
2000: Félicia Ballanger ·
2004: Lori-Ann Muenzer ·
2008: Victoria Pendleton · 
2012: Anna Meares · 
2016: Kristina Vogel · 
2020: Kelsey Mitchell · 
2024: Ellesse Andrews